# نشنال تراست
نشنال تراست برای مکان‌های تاریخی یا زیبایی‌های طبیعی (انگلیسی: National Trust for Places of Historic Interest or Natural Beauty) که با عنوان نشنال تراست نیز شناخته می‌شود، مؤسسه‌ای برای حفظ منابع طبیعی در انگلستان، ولز و ایرلند شمالی است. این مؤسسه در اسکاتلند که دارای مؤسسه نشنال تراست مستقل است، فعالیت نمی‌کند. نشنال تراست در سال ۱۸۹۵ تأسیس و از سال ۱۹۰۷ دارای قدرت قانونی شد.
این مؤسسه صاحب بسیاری از آثار موروثی شامل باغ‌ها، خانه‌های تاریخی، یادگارهای صنعتی و مکان‌های تاریخ عمومی است. نشنال تراست یکی از بزرگ‌ترین زمین‌داران کل بریتانیاست که مکان‌های زیبای فراوانی را در تصاحب دارد. بیشتر این مکان‌ها به روی عموم باز هستند اما اکثراً مبلغی رو به عنوان ورودی دریافت می‌کنند. نشنال تراست بزرگ‌ترین مؤسسه عضوگیر در بریتانیا و یکی از بزرگ‌ترین سازمان‌های خیریه از نظر درآمد و دارایی در این کشور است.

## درآمد
در پایان سال ۲۰۱۲ درآمد نشنال تراست ۴۷۵ میلیون یورو اعلام شد که نسبت به درآمد ۴۰۵ میلیون یورویی سال ۲۰۱۰ افزایش چشمگیری داشته است. بزرگ‌ترین منبع درآمد این مؤسسه به‌ترتیب حق عضویت اعضا (۱۴۰٫۱ میلیون یورو)، درآمد مستقیم دارایی‌ها (۱۲۴٫۶ میلیون یورو) و ارثیه‌هاست (۵۰٫۲ میلیون یورو).

### کانال‌های ویدئویی
- کانال ویمئو نشنال تراست
- کانال یوتیوب نشنال تراست| آیکون خرد | این یک مقالهٔ خرد سازمان‌ها است. می‌توانید با گسترش آن به ویکی‌پدیا کمک کنید. |